# Аджиев, Абдулаким Магомедович
Абдулаки́м Магоме́дович Аджи́ев (8 декабря 1940 — 12 февраля 2019) — советский и российский фольклорист-дагестановед и тюрколог, специалист в области фольклора народов Северного Кавказа и России, доктор филологических наук, профессор, член Союза писателей России. Исследователь кумыкского фольклора. Сотрудник Института истории, языка и литературы. Академик Международной тюркской академии. Автор 400 научных работ. Заслуженный деятель науки Российской Федерации и Республики Дагестан, лауреат государственной премии Дагестана.

## Биография
В 1957 году окончил Муцалаульскую среднюю школу. В 1959—1960 году заведовал Батаюртовской школьной библиотекой. В 1966 году окончил филологический факультет Дагестанского государственного университета. В 1966 году стал учителем в Батаюртовской школе. В том же году начал работать школьным инспектором и председателем райкома профсоюза работников образования Хасавюртовского районо. С 1968 года — младший научный сотрудник Института истории, языка и литературы Дагестанского филиала Академии наук СССР. В 1972 году защитил кандидатскую диссертацию «Народная эпическая поэзия кумыков», в 1977 году стал старшим научным сотрудником. С 1977 по 1990 годы был председателем государственной экзаменационной комиссии различных факультетов Дагестанского государственного педагогического университета. Защитил докторскую диссертацию «Специфика, связи и типология кумыкского песенного фольклора в историческом освещении» (1989). В 2010 году был делегатом Съезда народов Дагестана. В 2016 году стал членом Союза писателей России.

## Награды[1]
- 1991 — Медаль «Ветеран труда»;
- 1995 — Государственная премия Республики Дагестан в области науки;
- 1999 — Заслуженный деятель науки Республики Дагестан;
- 2005 — премия имени Йырчы Казака Милли Маджлиса КНД «Тенглик»;
- 2008 — Заслуженный деятель науки Российской Федерации.